# Andronico Asen' Zaccaria
Andronico Asen' Zaccaria (... – 1401) era un nobile genovese del Principato d'Acaia.

## Biografia
Andronico Asen' Zaccaria era figlio di Centurione I Zaccaria, membro della dinastia genovese degli Zaccaria, e di una sconosciuta signora della famiglia bulgaro-bizantina degli Asen. Centurione era uno dei più potenti signori del Principato d'Acaia, essendo Gran Connestabile oltre che signore di Damala, Estamira, Chalandritsa e Lisarea.
Intorno al 1386, Centurione morì e Andronico Asen' Zaccaria ereditò la baronia di Chalandritsa e il titolo di Gran Conestabile d'Acaia. Sposò una figlia di Erard III Le Maure, barone d'Arcadia, e quando quest'ultimo morì nel 1388 senza eredi maschi (il suo unico figlio era morto giovane), Asen Zaccaria aggiunse l'Arcadia ai suoi possedimenti. Essendo inoltre cognato del vicario generale della Compagnia navarrese e poi principe di Acaia (1396-1402), Pietro Bordo di San Superano, occupava una posizione preminente all'interno del Principato, alla pari solo con l'arcivescovo latino di Patrasso.
Il 4 giugno 1395, insieme a San Superano, fu sconfitto e catturato dai greci bizantini del Despotato di Morea, ma fu liberato in dicembre, dopo che i veneziani pagarono un riscatto di 50000 Hyperpyron per lui e San Superano. Nel 1396 ricevette una lettera da Papa Bonifacio IX, che estendeva la protezione papale su di lui e lo esortava a combattere contro la crescente minaccia dei turchi ottomani.
Andronico Asen Zaccaria morì nel 1401 e gli succedette il maggiore dei suoi quattro figli, Centurione II Zaccaria, che nel 1404 divenne l'ultimo principe d'Acaia, regnando fino a quando non fu deposto dal Despotato di Morea nel 1430.

## Matrimonio e discendenza
Dal matrimonio con Catherine Le Maure, Andronico Asen ebbe quattro figli:
- Centurione II Zaccaria (morto nel 1432), principe d'Acaia 1404-1430
- Erard IV Zaccaria
- Benedetto Zaccaria (nato nel 1412-18)
- Stefano Zaccaria (morto nel 1424), arcivescovo latino di Patrasso 1404-1424

## Ascendenza
|                          |   |                    | Genitori |  |  | Nonni |  |  | Bisnonni           |  |  | Trisnonni            |  |
|                          |   |                    |          |  |  |       |  |  | Paleologo Zaccaria |  |  | Benedetto I Zaccaria |  |
|                          |   |                    |          |  |  |       |  |  | Paleologo Zaccaria |  |  | Benedetto I Zaccaria |  |
|                          |   | ? Paleologina      |          |  |  |       |  |  | Paleologo Zaccaria |  |  |                      |  |
| Martino Zaccaria         |   |                    |          |  |  |       |  |  | Paleologo Zaccaria |  |  |                      |  |
|                          |   | Giacomina Spinola  | …        |  |  |       |  |  |                    |  |  |                      |  |
|                          |   | Giacomina Spinola  | …        |  |  |       |  |  |                    |  |  |                      |  |
|                          |   | Giacomina Spinola  | …        |  |  |       |  |  |                    |  |  |                      |  |
| Centurione I Zaccaria    |   | Giacomina Spinola  |          |  |  |       |  |  |                    |  |  |                      |  |
|                          |   | Renaud de la Roche | …        |  |  |       |  |  |                    |  |  |                      |  |
|                          |   | Renaud de la Roche | …        |  |  |       |  |  |                    |  |  |                      |  |
|                          |   | Renaud de la Roche | …        |  |  |       |  |  |                    |  |  |                      |  |
| Jacqueline de la Roche   |   | Renaud de la Roche |          |  |  |       |  |  |                    |  |  |                      |  |
|                          |   | …                  | …        |  |  |       |  |  |                    |  |  |                      |  |
|                          |   | …                  | …        |  |  |       |  |  |                    |  |  |                      |  |
|                          |   | …                  | …        |  |  |       |  |  |                    |  |  |                      |  |
| Andronico Asen' Zaccaria |   | …                  |          |  |  |       |  |  |                    |  |  |                      |  |
|                          | … | …                  |          |  |  |       |  |  |                    |  |  |                      |  |
|                          | … | …                  |          |  |  |       |  |  |                    |  |  |                      |  |
|                          | … | …                  |          |  |  |       |  |  |                    |  |  |                      |  |
| …                        | … |                    |          |  |  |       |  |  |                    |  |  |                      |  |
|                          |   | …                  | …        |  |  |       |  |  |                    |  |  |                      |  |
|                          |   | …                  | …        |  |  |       |  |  |                    |  |  |                      |  |
|                          |   | …                  | …        |  |  |       |  |  |                    |  |  |                      |  |
| …                        |   | …                  |          |  |  |       |  |  |                    |  |  |                      |  |
|                          |   | …                  | …        |  |  |       |  |  |                    |  |  |                      |  |
|                          |   | …                  | …        |  |  |       |  |  |                    |  |  |                      |  |
|                          |   | …                  | …        |  |  |       |  |  |                    |  |  |                      |  |
| …                        |   | …                  |          |  |  |       |  |  |                    |  |  |                      |  |
|                          |   | …                  | …        |  |  |       |  |  |                    |  |  |                      |  |
|                          |   | …                  | …        |  |  |       |  |  |                    |  |  |                      |  |
|                          |   | …                  | …        |  |  |       |  |  |                    |  |  |                      |  |
|                          |   | …                  |          |  |  |       |  |  |                    |  |  |                      |  |